# Дубакина, Екатерина Александровна
Екатери́на Алекса́ндровна Дуба́кина (род. 2 ноября 1989, Севастополь, СССР) — российская актриса.

## Биография
Родилась 2 ноября 1989 года в Севастополе. С 1 по 7 класс (1997—2004) училась в Колледже музыкально-театрального искусства (КМТИ) № 61 им. Г. Вишневской, до которой два года занималась в художественной школе при Третьяковской галерее. В 2004 году перешла в школу-экстернат № 27. С 1998 по 2005 училась в музыкальной школе № 85 им. Й. Гайдна по классу фортепиано. С 2005 года обучалась в музыкальной школе № 1 им. С. Прокофьева по классу гитары. В 2003—2004 годах занималась в театральной школе, в 2006 году поступила в Российскую академию театрального искусства на факультет режиссуры, мастерская профессора С. А. Голомазова. В 2010 году была принята в труппу Московского театра на Малой Бронной.
В 2021 году создала независимый театр ТДМ («Театр дело молодых»). Театр открылся премьерой спектакля «Марьино Поле». Команда театра — актёры выпускники РАТИ-ГИТИС мастерской С. А. Голомазова.

## Работы в театре
Театр на Малой Бронной:
- «Аркадия» — Хлоя Каверли
- «Бесы. Сцены из жизни Николая Ставрогина» — Мария Шатова
- «Буря» — Миранда
- «Киномания. Band»
- «Наш человек в Гаване» — Милли
- «Почтигород» — Сандрин
- «Принц Каспиан» — Люси
- «Тайна старого шкафа» — Люси
- «Тартюф» — Мариана
- «Особые люди» — Сестра
- «Княжна Марья» — m-lle Bourienne
- «Самоубийца» — Серафима Ильинична

Режиссёр и автор сценического пространства спектакля «Самоубийца». Режиссёр спектакля «Марьино поле». Автор идеи благотворительного спектакля «Особые люди»

## Фильмография
- 2004 — «Одинокое небо»
- 2004—2008 — «Моя прекрасная няня» (Маша Шаталина, старшая дочь Максима Шаталина)
- 2006 — «Жара» (эпизод)
- 2011 — «Светофор» (Катя, подруга Леси, 8-я серия)
- 2011 — «Немного не в себе» (стюардесса Нина)
- 2013 — «Думай как женщина» (Лиля, подруга Даши)
- 2013 — «Берега» (Маша, подруга Тани)
- 2014 — «Красивая жизнь» (Ксюша)
- 2015 — «Метод» (Анюля)
- 2018 — «Света с того света» (социальный работник, 1 сезон 14-я серия)
- 2020 — «Кто поймал букет невесты» (Маргарита)
- 2022 — «Провинциальный детектив» (телесериал) (Ольга, главная роль)